# 妙盛寺 (静岡市)
妙盛寺（みょうじょうじ）は、静岡県静岡市清水区に所在する日蓮正宗の寺院。山号は廣長山（こうちょうさん）。

## 起源と歴史
- 1881年（明治14年） - 清水市島崎にて建立される。開基は日蓮正宗大石寺第53世法主日盛。
- 1945年（昭和20年） - 戦災で焼失する。当時の住職渡辺孝英師は御本尊を背負って巴川に身を投じて御本尊を守護する。
- 1964年（昭和39年）6月1日 - 現在地に移転し、落慶法要が行われる。
- 1991年（平成3年）5月8日 - 本堂庫裏の新築落慶入仏法要が行われる。
- 2006年（平成18年）12月17日 - 山門を建立する。供養塔の開眼供養が行われる。

## 所在地
- 静岡県静岡市清水区草薙北3番11号

## 寺院周辺
- 草薙の湯
- 静岡銀行南館
- 静岡サレジオ高等学校

## 交通アクセス
- 東海道本線草薙駅から徒歩5分